# Abrudbányai castellum
Az abrudbányai castellum műemlék Romániában, Fehér megyében. A romániai műemlékek jegyzékében az AB-I-s-B-00006 sorszámon szerepel.